# Partido Ituzaingó
Ituzaingó ist ein Partido im Norden der Provinz Buenos Aires in Argentinien. Der Verwaltungssitz ist die Stadt Ituzaingó. Laut einer Schätzung von 2019 hat der Partido 179.801 Einwohner auf 39 km².

## Orte
Ituzaingó ist in zwei Ortschaften und Städte, sogenannte Localidades, unterteilt.
- Ituzaingó
- Villa Udaondo